# Doppelmoral
Als Doppelmoral wird ein Normensystem bezeichnet, das gleiches Verhalten ethisch unterschiedlich bewertet, je nachdem, welcher Personengruppe die ausführende Person oder die betroffenen Personen angehören, oder je nachdem, ob diese sich in einer öffentlichen oder privaten Situation innerhalb oder außerhalb einer Gemeinschaft befinden, ohne dass dafür ein sachlicher Grund vorhanden wäre. Die Doppelmoral kann sich dabei explizit in einem moralischen Code niederschlagen, der eine unterschiedliche Wertordnung abbildet, oder implizit im moralischen Empfinden, im Verhalten und in den Werturteilen Einzelner. Entscheidendes Merkmal ist, dass „mit zweierlei Maß“ gemessen wird.
Von einer Doppelmoral kann immer dann gesprochen werden, wenn unterschiedliche Bewertungsmaßstäbe verwendet werden, obwohl die der Bewertung zugrunde liegenden Sachverhalte (strukturell) gleichartig sind. Der Begriff geht also über die unterschiedliche Bewertung von eigenem Verhalten und Fremdverhalten oder von einem Verhalten, das eine Person von anderen einfordert, und demjenigen, das sie selbst zeigt (Heuchelei), hinaus. Geht es um einen Widerspruch zwischen tatsächlich befolgter und nach außen hin vertretener Moral, wird stattdessen eher von Bigotterie gesprochen.
In verschiedenen Bereichen sind bestimmte Kategorisierungen von Personen anfällig für Doppelmoral, die Gleichheit mit Bezug auf geltende Regeln wird daher z. B. in der Pädagogik zwischen Kindern und Erwachsenen, bei Genderfragen zwischen Männern und Frauen thematisiert. In der Politik kann das Verhalten verschiedener Parteien oder Staaten und die demagogische Berichterstattung darüber in den Massenmedien unter dem Gesichtspunkt der Doppelmoral betrachtet werden. Eine Doppelmoral kann auch aus Widersprüchen zwischen Individualethik und Sozialethik herrühren.
Der Vorwurf der Doppelmoral kann verwendet werden, um eine moralische Forderung anderer zurückzuweisen (siehe Tu quoque). Eine angenommene Notwendigkeit, ähnliches Verhalten unterschiedlich zu bewerten, wird auch in der Formel Quod licet Iovi, non licet bovi zum Ausdruck gebracht.
Von Selbstgerechtigkeit unterscheidet Doppelmoral sich insofern, als ein Selbstgerechter an sich selbst durchaus hohe Forderungen stellen mag.
Eine Gefahr von Doppelstandards besteht in der bilateralen Menschenrechtspolitik, die eine Kooperation mit anderen Staaten an die Beachtung grundlegender Menschenrechte bindet. Wird diese Bindung wegen anderer, höher eingestufter Interessenlagen nur inkonsequent angewendet, wird dies als „doppelte Standards“ bezeichnet.

## Audio
- Doppelmoral: Berechtigte Kritik oder Totschlagargument?, 21.19 Minuten Audio-Version, von Dörte Hinrichs, Deutschlandfunk „Systemfragen“, 23. März 2023